# ناخون راتشاسيما
ناخون راتشاسيما (بالتايلندية: นครราชสีมา) هي مدينة في شمال شرق تايلاند. تقع المدينة على بعد 260 كلم من العاصمة بانكوك، وهي عاصمة محافظة بهذا الاسم، كما تشتهر أيضاً بتسمية خورات لتواجدها فوق تلك الهضبة الشهيرة. يناهز عدد سكان المدينة 166 ألف نسمة، وقد شكلت تاريخياً إحدى محطات الطريق المؤدية إلى شمال شرق تايلاند.
وتضطلع مدينة ناخون راتشاسيما بدور مهم في الاقتصاد الجهوي والوطني، حيث تتمركز فيها مجموعة من الأنشطة الزراعية والصناعية، ولا سيما تلك المرتبطة بإنتاج الأرز وقصب السكر والسمسم والفواكه، كما تعتبر «المهد الروحي» لصناعة الحرير التايلاندي، وهي بذلك ثاني أهم قطب حضري في البلاد.

## المناخ
يظهر الجدول التالي التغييرات المناخية على مدار السنة لناخون راتشاسيما:
| البيانات المناخية لـناخون راتشاسيما                                                                 | البيانات المناخية لـناخون راتشاسيما | البيانات المناخية لـناخون راتشاسيما | البيانات المناخية لـناخون راتشاسيما | البيانات المناخية لـناخون راتشاسيما | البيانات المناخية لـناخون راتشاسيما | البيانات المناخية لـناخون راتشاسيما | البيانات المناخية لـناخون راتشاسيما | البيانات المناخية لـناخون راتشاسيما | البيانات المناخية لـناخون راتشاسيما | البيانات المناخية لـناخون راتشاسيما | البيانات المناخية لـناخون راتشاسيما | البيانات المناخية لـناخون راتشاسيما | البيانات المناخية لـناخون راتشاسيما |
| الشهر                                                                                               | يناير                               | فبراير                              | مارس                                | أبريل                               | مايو                                | يونيو                               | يوليو                               | أغسطس                               | سبتمبر                              | أكتوبر                              | نوفمبر                              | ديسمبر                              | المعدل السنوي                       |
| --------------------------------------------------------------------------------------------------- | ----------------------------------- | ----------------------------------- | ----------------------------------- | ----------------------------------- | ----------------------------------- | ----------------------------------- | ----------------------------------- | ----------------------------------- | ----------------------------------- | ----------------------------------- | ----------------------------------- | ----------------------------------- | ----------------------------------- |
| الدرجة القصوى °م (°ف)                                                                               | 37.7 (99.9)                         | 39.4 (102.9)                        | 40.8 (105.4)                        | 42.2 (108.0)                        | 41.4 (106.5)                        | 39.2 (102.6)                        | 39.2 (102.6)                        | 37.2 (99.0)                         | 36.7 (98.1)                         | 35.1 (95.2)                         | 36.1 (97.0)                         | 36.0 (96.8)                         | 42.2 (108.0)                        |
| متوسط درجة الحرارة الكبرى °م (°ف)                                                                   | 30.7 (87.3)                         | 33.6 (92.5)                         | 35.6 (96.1)                         | 36.5 (97.7)                         | 35.0 (95.0)                         | 34.4 (93.9)                         | 33.8 (92.8)                         | 33.2 (91.8)                         | 32.2 (90.0)                         | 31.0 (87.8)                         | 30.1 (86.2)                         | 29.3 (84.7)                         | 33.0 (91.4)                         |
| المتوسط اليومي °م (°ف)                                                                              | 24.3 (75.7)                         | 26.9 (80.4)                         | 28.9 (84.0)                         | 30.0 (86.0)                         | 29.1 (84.4)                         | 29.1 (84.4)                         | 28.6 (83.5)                         | 28.1 (82.6)                         | 27.4 (81.3)                         | 26.7 (80.1)                         | 25.4 (77.7)                         | 23.6 (74.5)                         | 27.3 (81.1)                         |
| متوسط درجة الحرارة الصغرى °م (°ف)                                                                   | 18.5 (65.3)                         | 21.0 (69.8)                         | 23.2 (73.8)                         | 24.9 (76.8)                         | 25.0 (77.0)                         | 25.1 (77.2)                         | 24.7 (76.5)                         | 24.5 (76.1)                         | 24.0 (75.2)                         | 23.2 (73.8)                         | 21.1 (70.0)                         | 18.3 (64.9)                         | 22.8 (73.0)                         |
| أدنى درجة حرارة °م (°ف)                                                                             | 9.6 (49.3)                          | 12.4 (54.3)                         | 13.0 (55.4)                         | 19.0 (66.2)                         | 21.5 (70.7)                         | 22.0 (71.6)                         | 21.3 (70.3)                         | 21.7 (71.1)                         | 20.4 (68.7)                         | 16.6 (61.9)                         | 12.5 (54.5)                         | 8.3 (46.9)                          | 8.3 (46.9)                          |
| معدل هطول الأمطار مم (إنش)                                                                          | 8.2 (0.32)                          | 16.1 (0.63)                         | 37.1 (1.46)                         | 72.2 (2.84)                         | 154.1 (6.07)                        | 104.5 (4.11)                        | 120.9 (4.76)                        | 157.2 (6.19)                        | 228.3 (8.99)                        | 146.3 (5.76)                        | 23.9 (0.94)                         | 2.7 (0.11)                          | 1٬071٫5 (42.19)                     |
| متوسط الأيام الممطرة                                                                                | 1.0                                 | 2.3                                 | 5.4                                 | 8.4                                 | 13.9                                | 12.9                                | 14.3                                | 17.3                                | 18.6                                | 12.3                                | 3.9                                 | 0.9                                 | 111.2                               |
| متوسط الرطوبة النسبية (%)                                                                           | 64                                  | 62                                  | 61                                  | 65                                  | 73                                  | 72                                  | 73                                  | 75                                  | 80                                  | 78                                  | 71                                  | 66                                  | 70                                  |
| ساعات سطوع الشمس الشهرية                                                                            | 226.3                               | 211.9                               | 201.5                               | 186.0                               | 155.0                               | 114.0                               | 117.8                               | 117.8                               | 108.0                               | 145.7                               | 186.0                               | 226.3                               | 1٬996٫3                             |
| ساعات سطوع الشمس اليومية                                                                            | 7.3                                 | 7.5                                 | 6.5                                 | 6.2                                 | 5.0                                 | 3.8                                 | 3.8                                 | 3.8                                 | 3.6                                 | 4.7                                 | 6.2                                 | 7.3                                 | 5.5                                 |
| المصدر #1: Thai Meteorological Department                                                           |                                     |                                     |                                     |                                     |                                     |                                     |                                     |                                     |                                     |                                     |                                     |                                     |                                     |
| المصدر #2: Office of Water Management and Hydrology, Royal Irrigation Department (sun and humidity) |                                     |                                     |                                     |                                     |                                     |                                     |                                     |                                     |                                     |                                     |                                     |                                     |                                     |

## أعلام
- رونغراث بومتشانتوك
- انون سانغسانوي
- نونجنادا واناسوك
- ساراتش يوين
- بونجساكليك وونجونجكام

## وصلات خارجية
- صور معلومات وأخبار
- موقع نادي ناخون راتشاسيما